# تيمو إيتشفوس
تيمو إيتشفوس (بالإستونية: Timo Eichfuss)‏ مواليد 19 نوفمبر 1988 في إستونيا، هو لاعب كرة سلة إستوني. بدأ مسيرته الاحترافية في سنة 2004. يحمل الرقم 15. لعب مع راكفيره تارفاس ونادي تارتو لكرة السلة.

## الإنجازات
- الدوري الإستوني الممتاز لكرة السلة: 2009–10، 2014–15

## روابط خارجية
- تيمو إيتشفوس على موقع الاتحاد الدولي لكرة السلة (الإنجليزية)
- تيمو إيتشفوس على موقع كرة السلة الأوروبية.كوم (الإنجليزية)
- تيمو إيتشفوس على موقع ريلجم (الإنجليزية)
- تيمو إيتشفوس على موقع بروبوليرز (الإنجليزية)